# Volost
En volost (ryska: волость) är en typ av administrativ region i Ryssland. Definitionen har varierat genom olika tider och på olika platser i Ryssland.
I den tidigaste östslaviska historien var en volost namnet på det område som styrdes av en furste. Från slutet av 1500-talet var volost ett administrativt område i Storfurstendömet Moskva men användes senare som benämning på ett distrikt, område eller härad i Ryssland, (ryska: уезд).
Efter avskaffandet av livegenskapen i Ryssland 1861 fick bönderna ett visst mått av självstyre. Då blev volost en enhet som motsvarade flera byar. En mir var sammansatt av ledare för olika familjer i en by. Flera mirer bildade en volost, till vilken varje ingående mir valde representanter. Volosten valde ett överhuvud (ryska: старшина, starsjina) och en domstol (volostnoj sud). Självstyret genom mirer och volster övervakades dock av myndigheterna, bl.a. genom poliskommissarier (stanovoj) och särskilda kommittéer.
Volosterna avskaffades av Sovjetunionen under administrativa reformer mellan 1923 och 1929. En rajon blev den nya indelningen som motsvarade både voloster och ujezder.
I dagens Ryssland används begreppet volost i Karelska republiken där den har samma status som en rajon. I Leningrad oblast, Pskov oblast, Samara oblast och i Tula oblast är volost en underavdelning till rajon, där den har samma status som selsovjet (ryska: сельсовет) i övriga Ryssland.